# Koijujärvi (Tärendö socken, Norrbotten, 747746-177031)
Koijujärvi är en sjö i Pajala kommun i Norrbotten och ingår i Kalixälvens huvudavrinningsområde. Sjön har en area på 0,0898 kvadratkilometer och ligger 279,1 meter över havet.

## Delavrinningsområde
Koijujärvi ingår i det delavrinningsområde (746713-177810) som SMHI kallar för Ovan Narkausjoki. Medelhöjden är 282 meter över havet och ytan är 74,4 kvadratkilometer. Räknas de 2 avrinningsområdena uppströms in blir den ackumulerade arean 128,68 kvadratkilometer. Narkån (Narkausjoki) som avvattnar avrinningsområdet har biflödesordning 2, vilket innebär att vattnet flödar genom totalt 2 vattendrag innan det når havet efter 193 kilometer. Avrinningsområdet består mestadels av skog (60 procent) och sankmarker (38 procent). Avrinningsområdet har 0,22 kvadratkilometer vattenytor vilket ger det en sjöprocent på 0,3 procent.